# Autoroute A 15
Die Autoroute A 15 ist eine französische Autobahn zwischen Gennevilliers an der A 86 und der N 14 bei Cergy nordwestlich von Paris mit einer Länge von 21 km.

## Geschichte
Die Autobahn wurde 1969 eröffnet.

## Großstädte an der Autobahn
- Gennevilliers
- Sannois
- Cergy